# Wikariat apostolski Pilcomayo
Wikariat Apostolski Pilcomayo (łac. Apostolicus Vicariatus Pilcomayoënsis) – wikariat apostolski Kościoła rzymskokatolickiego w Paragwaju. Jest podległy bezpośrednio pod Stolicę Apostolską. Został erygowany 14 lipca 1950 roku w miejsce istniejącej od 1925 roku prefektury apostolskiej.

## Administratory
- Giuseppe Rose O.M.I. (1925 - 1927) - jako prefekt
- Enrico Breuer O.M.I. (1927 - 1932) - jako prefekt
- Karl Walter Vervoort O.M.I. (1932 - 1962)
- Sinforiano Lucas Rojo O.M.I. (1962 - 1981)
- Pedro Shaw O.M.I. (1981 - 1984)
- Lucio Alfert O.M.I. (1986 - 2022)
- Miguel Fritz O.M.I. (nominat)